# Heinz Gerischer
Heinz Gerischer (Wittenberg, 31 marzo 1919 – Berlino, 14 settembre 1994) è stato un chimico tedesco, famoso per i suoi lavori di elettrochimica; studiò in particolare processi cinetici all'elettrodo, elettrochimica di semiconduttori e fotoelettrochimica.

## Vita
Gerischer studiò chimica all'Università di Lipsia, dove ottenne il diploma in chimica nel 1944 e conseguì il dottorato nel 1946 sotto la guida di Karl Friedrich Bonhoeffer con una tesi di elettrochimica riguardante reazioni oscillanti dal titolo processi periodici nella dissoluzione elettrolitica del rame in acido cloridrico. Bonhoeffer si spostò a Berlino e Gerischer lo seguì come assistente nell'Istituto di Chimica Fisica della Università Humboldt. A Berlino Gerischer sposò Renate Gersdorf, che aveva conosciuto all'Università di Lipsia; dal matrimonio nacquero quattro figlie.
Nel 1949 seguì ancora Bonhoeffer nell'Istituto Max Planck per la Chimica Fisica, appena fondato a Gottinga, e nel 1954 diventò capo di dipartimento dell'Istituto Max Planck per la Ricerca sui Metalli a Stoccarda.
Nel 1962 fu chiamato alla Università tecnica di Monaco come professore associato di Elettrochimica e nel 1964 divenne direttore dell'Istituto di Chimica Fisica ed Elettrochimica. Nel 1968 divenne preside della Facoltà di Scienze Naturali.
Nel 1969 tornò a Berlino dove fu nominato direttore dell'Istituto Fritz Haber della Società Max Planck. Nello stesso istituto, dal 1974 al 1987 ebbe la carica di direttore del dipartimento di Chimica Fisica. Nel 1987 andò in pensione; nominato professore emerito continuò a svolgere ricerche e a tenere conferenze fino alla morte, avvenuta nel 1994 per un attacco di cuore.

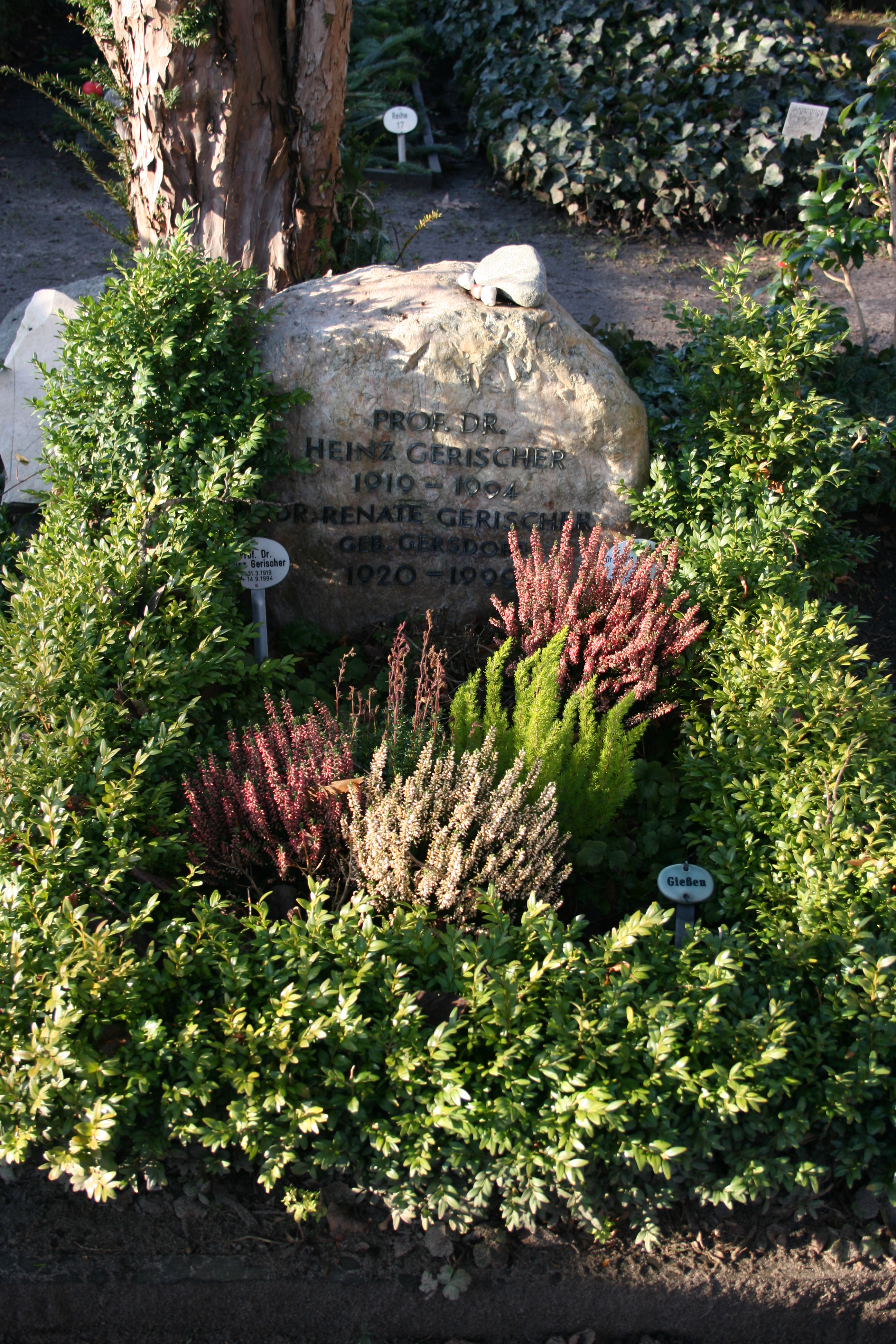
Tomba di Heinz Gerischer, Berlino

## Ricerche
Le ricerche di Gerischer sono documentate da più di 300 pubblicazioni, riguardanti cinetica elettrochimica, elettrocatalisi, deposizione di metalli e corrosione, elettrochimica di semiconduttori, e fotoelettrochimica. Più in particolare,
- dal 1949 al 1955 si interessò di cinetica all'elettrodo e di sviluppo di strumentazione adatta allo studio di processi elettrochimici veloci, creando le basi per una interpretazione meccanicistica delle reazioni all'elettrodo
- dal 1954 al 1961 a Stoccarda fu il primo a studiare l'elettrochimica su semiconduttori, sottolineando le implicazioni sia per studi teorici sulle reazioni di trasferimento elettronico, e sia per possibili applicazioni in apparecchiature fotovoltaiche. Agli anni 1960-1961 risalgono tre dei più famosi articoli di Gerischer, riguardanti la teoria delle reazioni redox su elettrodi semiconduttori.[1]
- dal 1964 fece ricerche di fotoelettrochimica e fotosensibilizzazione su elettrodi di vari materiali sia inorganici come ZnO, CdS, GaAs, e sia organici come antracene e perilene. Per questi studi, Gerischer è considerato anche un pioniere della fotoelettrochimica.

## Premi e onorificenze
Per le sue ricerche Gerischer ricevette numerosi riconoscimenti, tra i quali la medaglia DECHEMA (Francoforte, 1982), la medaglia Faraday del gruppo di elettrochimica della Royal Society of Chemistry (Londra, 1987) e la medaglia Galvani della Società chimica italiana (Bologna, 1988). In suo onore è stato inoltre istituito nel 2001 il Premio Heinz Gerischer della Sezione Europea della Electrochemical Society.